# Fiat 512
Fiat 512 a fost un autoturism de clasă superioară, produs de Fiat între anii 1926 și 1928.
Se baza pe același șasiu și pe aceeași mecanică ca modelul pe care l-a înlocuit, Fiat 510, dar cu o nouă caroserie. Pe lângă versiunile uzuale ale epocii, cum ar fi berlina, torpedo, coupé de ville, cabriolet și landaulet, modelul era disponibil și într-o variantă limuzină cu șase locuri. Față de predecesorul său, au fost îmbunătățite suspensiile și sistemul de frânare, care era acum aplicat pe toate cele patru roți.
Automobilul era echipat cu un motor în linie, cu șase cilindri, având o capacitate de 3.446 cm³. Sistemul de aprindere era pe magnet, iar cutia de viteze avea patru trepte. Motorul dezvolta 46 CP la 2.400 rpm, permițând o viteză maximă de 80 km/h.
Fiat 512 a fost produs în 2.583 de exemplare, majoritatea fiind exportate în Marea Britanie și Australia.